# Ольга Славська
Ольга Славська (уроджена Ольга Прорубнікова-Ліпчинська; (2 червня 1915 , Львів, Галицько-Буковинське генерал-губернаторство  — 29 квітня 1991 , Познань ) — польська артистка балету та хореограф, провідна викладачка балету Польщі (після 1945 року), засновниця Національної балетної школи («Szkoła Baletowa») у Познані.

## Біографія
Ольга Прорубнікова-Ліпчинська народилася 1915 року у Львові, який на той час був головним містом Галичини, прикордонного регіону Австро-Угорської імперії. Згідно з Чотирнадцятьма пунктами Вілсона регіон увійшов до Польщі складу нещодавно відновленої Польської Республіки. Тому після 1918 року більшість німецької меншини залишила Львів. Рішення стати танцівницею Ольга Прорубнікова прийняла рано, а в сім років стала вихованкою Варшавської балетної школи при Великому театрі. Серед перших її вчителів був Петро Зайліч.
Вона закінчила навчання в 1932 році, після чого взяла сценічний псевдонім «Ольга Славська». З 1932 по 1937 рік працювала солісткою Великого театру, а в 1935 році стала «примою-балериною» («primabalerina»). З 1934 року разом із Варшавською оперною трупою брала участь у балетних виставах «Коппелія» (з Барбарою Карчмаревич у головній ролі Сванільда) та «Лускунчик». Вона також з самого початку брала участь у балетних п'єсах, включених у класичні оперні вистави, зокрема «Кармен», «Аїда», «Травіата» та «Фауст». У 1933 році взяла участь у Міжнародному танцювальному конкурсі, що проходив того року у Варшаві, здобувши золоту медаль. З цієї нагоди вона також отримала спеціальний приз як найкраща польська танцівниця, яку профінансував особисто голова журі Рольф де Маре. Вона також виграла бронзову медаль на танцювальних змаганнях у Відні та «Олімпійське кільце» на Олімпійських іграх з танців, що проходили в рамках Олімпійських ігор у Берліні 1936 року.
У світлі її міжнародного успіху слід було очікувати, що, коли в 1937 році відродився Польський національний балет, Славська стала однією з його зірок. Нова компанія багато подорожувала за кордон: вона виступала з ними на сценах Парижа, Лондона, Берліна, Марселя, Ліона, Брюсселя, Люксембурга, Каунаса та Нью-Йорка. Коментатори відзначили її «дівчачу красуню» («dziewczęco piękna»). Національний балет був, серед іншого, інструментом «дипломатії м'якої сили» в той час, коли «жорстка сила» сусідніх з Польщею держав ставала все більш загрозливою, і Славська представила перед міжнародною аудиторією особливу особливість танцює під початкову тему культового фортепіанного концерту ми-мінор Шопена.
У вересні 1939 року, на зорі того, що інакше було б піковим десятиліттям кар'єри Ольги Славської, вторгнення нацистської Німеччини до Польщі із заходу, а через два тижні — зі сходу та півдня — радянської Росії поклало початок Другої світової війни і поклала край її професійним амбіціям на найближче майбутнє. У цей час вона також зіткнулася з другою особистою трагедією. Нещодавно вона вийшла заміж за багатого промисловця-політика Тадеуша Каршо-Седлевського. Відмовившись від можливості виїхати за кордон, Тадеуш Каршо-Седлевський залишився у Варшаві після німецьких і радянських вторгнень і був убитий там під час нальоту німецької авіації 24 вересня 1939 року . За пару тижнів до того, як його вбили, Каршо-Седлевський склав новий заповіт, у якому залишив значну суму майна своїй сватові. Таким чином, вона виявилася власницею великої пивоварні KRVetter у Любліні і «Mon Plaisir», комфортної вілли в тодішньому модному передмісті на околиці Варшави, відомому на той час як Błota . Однак незрозуміло, скільки практичної користі вона отримала від свого нового майна, оскільки заповіт її покійного нареченого було остаточно оформлено лише в 1946 році за допомогою судової угоди з родиною Каршо-Седлевських, невдовзі після чого пивоварню перейшла у власність новий польський уряд.
Одруження Ольги Славської з Міхалом Ліпчинським у 1941 році супроводжувалося народженням трьох синів пари, Ґжегожа, Павла та Пьотра.
Після другої світової війни Славська-Ліпчинська повністю відійшла від сценічної діяльності та почала працювати викладачкою, працюючи на околицях театрального світу, щоб створити любов і повагу до театрального мистецтва. У рамках цього вона організувала танцювальні гуртки в громадських центрах. У 1945 році кордони Польщі змінилися: східна третина країни (включаючи Львів, де народилася Славська) увійшла до складу Радянського Союзу, а решта увійшла до складу Німеччини. Зміни супроводжувалися масштабними програмами етнічних чисток у 1944—1946 роках. На півночі Данцига, який з 1308 року функціонував (не без постійної напруженості) як багатокультурне місто, став польським, і саме тут у 1950 році Ольга Славська-Ліпчинська обійняла посаду викладача класичного танцю в хореографічній Академії («Хореографічний Ліцей»).
У 1951 році були розгорнуті плани відкриття подібного закладу в Познані. Ольга Славська-Ліпчинська стала засновницею та творцем Національної балетної школи («Szkoła Baletowa») у Познані, керуючи школою на ключовій посаді художнього керівника до 1970 року, після чого залишилася викладачем класичного танцю («…od tańca klasycznego») до 1973 р. Одним із способів, яким вона змогла забезпечити найвищі стандарти в Познанській балетній школі, був набір за результатами творчого конкурсу. Вона змогла залучити та вибрати деяких з провідних представників танцю Польщі. Серед її викладачів були Барбара Костшевська та Тереза Куява. Серед її колишніх учнів серед знаменитостей зі світу польського балету є Ева Виціховська та Юліуш Станда. Польський балет також зобов'язаний Славській-Ліпчинській за її переклад 1952 року підручника Агріппіни Ваганової «Zasady tańca klasycznego» («Принципи класичного танцю»), який став майже універсальним букварем для польських викладачів класичного танцю.
Ольга Славська-Ліпчинська померла в Познані 29 квітня 1991 року Академія танцю була перейменована на її честь «Ogólnokształcąca Szkoła Baletowa im. Olgi Sławskiej-Lipczyńskiej»